# Lake Macquarie City
Koordinaten: 33° 2′ S, 151° 38′ O

Die City of Lake Macquarie ist ein lokales Verwaltungsgebiet (LGA) im australischen Bundesstaat New South Wales. Das Gebiet ist 648,6 km² groß und hat etwa 214.000 Einwohner.
Lake Macquarie City liegt in der südlichen Hunter-Region an der Pazifikküste etwa 150 km nordöstlich der Metropole Sydney. Das Gebiet umfasst 98 Ortsteile und Ortschaften, darunter Awaba, Belmont, Cardiff, Charlestown, Cooranbong, Dora Creek, Glendale, Killingworth, Martinsville, Morisset, Mount Hutton, Speers Point, Swansea, Toronto, Warners Bay und Teile von Adamstown Heights und Wyee. Der Sitz des City Councils befindet sich in Speers Point am Nordende des Lake Macquarie.

## Verwaltung
Der Lake Macquarie City Council hat 13 Mitglieder, die von den Bewohnern der LGA gewählt werden. Je vier Mitglieder kommen aus den drei Wards North, East und West, der Vorsitzende und Mayor (Bürgermeister) wird zusätzlich von allen Bewohnern der LGA gewählt. Die drei Wahlbezirke sind unabhängig von den Ortschaften festgelegt.

## Städtepartnerschaften
- Hakodate, seit 1992

## Persönlichkeiten
- Alyssa Brugman (* 1974), Schriftstellerin
- William Ryan (* 1988), Segler